# Rhein-Main-Gruppe

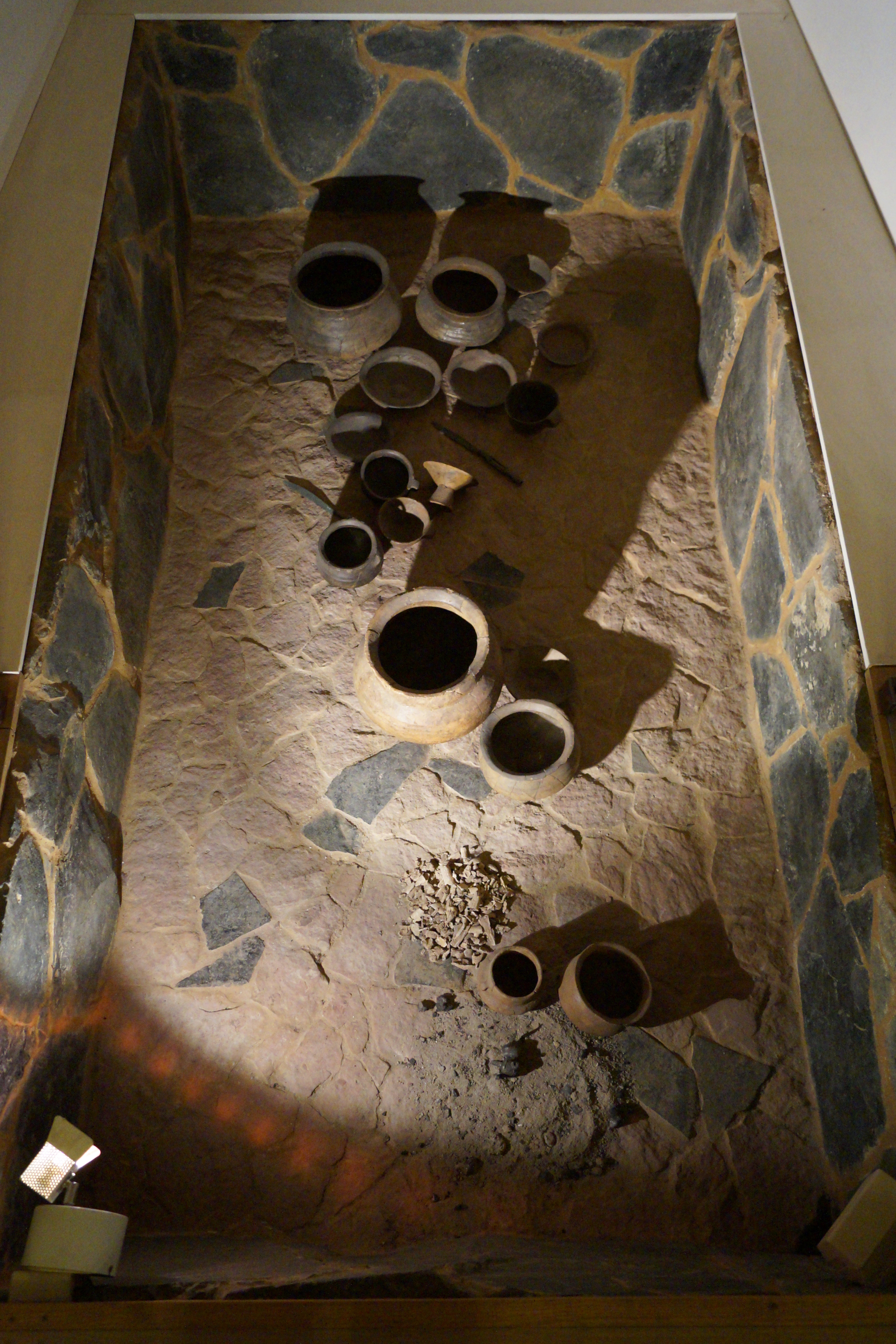
Steinkammergrab aus einem Gräberfeld im Bruchköbeler Wald

Die Rhein-Main-Gruppe ist eine kulturelle Ausprägung der Hügelgräberkultur der Mittleren Bronzezeit, die das Rhein-Main-Gebiet und das heutige Südhessen sowie benachbarte Landstriche umfasste. Die Rhein-Main-Gruppe ist etwa für die Zeit von 1600 bis 1300 v. Chr. nachweisbar.

## Verbreitungsgebiet
Für die Rhein-Main-Gruppe werden das Mündungsgebiet der Mosel in den Rhein und die Flusstäler von Nidda und Lahn als nördliche Abschnitte der Siedlungszone angesehen, ein Streifen entlang dem linken Rheinufer als westliche Grenze und das Neckartal als südliche sowie das Maintal bis etwa zum Flussknie bei Miltenberg als östlichste Bereiche. Im Osten grenzt die Rhein-Main-Gruppe an die Osthessische Gruppe durch die sie durch den Vogelsberg getrennt wird. Im Süden grenzt die Rhein-Main-Gruppe an die Hagenauer Gruppe.

## Einteilung
Die Rhein-Main-Gruppe wird meist in die Stufen Lochham (Bronzezeit B, 1600 bis 1500 v. Chr.), Schwanheim  (Bronzezeit C1, 1500 bis 1400) und Bessunger Wald (Bronzezeit C2, 1400 bis 1300) eingeteilt. Gelegentlich ist auch von einer Stufe Wölfersheim, Bronzezeit D, die Rede, die allerdings auch als Teil der frühen Urnenfelderkultur und damit als Nachfolgerin der Rhein-Main-Gruppe in großen Teilen von deren Verbreitungsgebiet angesehen werden kann.

## Kulturelle Eigenheiten
Die Differenzierung verschiedener Gruppen der Bronzezeit erfolgt durch die Untersuchung von Funden aus ihren Gräbern. Diese Grabfunde ermöglichen eine regionale Differenzierung anhand von "Trachten" – Eigenheiten der Bestattungsrituale und der Gestaltung von Grabbeigaben, die innerhalb bestimmter Regionen ähnlich waren und diese von anderen Regionen abgrenzen.
In der frühen Phase der Rhein-Main-Gruppe sind Metallfunde verglichen mit den süddeutschen Trachten eher selten. Männliche Leichname wurden häufig lediglich mit einem einzelnen bronzenen Armreif ausgestattet. Die nachfolgend genannten Schmuckstücke stammen vor allem aus Frauengräbern. Dort gehören insbesondere bronzene Radnadeln sowie Armspiralen mit kerbenartigen, fischgrat-gemusterten oder spiralförmigen Verzierungen zu den typischen Funden, in der mittleren und späten Phase zunehmend Beinbergen mit ähnlichen Mustern. Die Männer-Armreife wurden ebenfalls in diesen Stilen gemustert. Bei Armspiralen und Beinbergen nimmt im Verlauf der Kulturentwicklung die Anzahl der eingearbeiteten Windungen tendenziell zu. In der Spätphase werden diese Schmuckstücke blechartig verbreitert, die Radnadelköpfe nehmen immer kompliziertere, nach außen gekrönte oder gezahnte Formen an. Nachrangig kommen Lochhalsnadeln und Anhänger in Stachelscheibenform vor.
In der Spätphase der Rhein-Main-Gruppe nehmen Anzahl und Komplexität der Stachelscheiben zu, außerdem kommen Brillenspiralanhänger, wohl als Gürtelschmuck, hinzu. Insgesamt werden die Fundformen in der Spätzeit vielgestaltiger. Fingerspiralen und -ringe sowie Tutuli als Kleidungsbesatz treten auf. Als Halsschmuck kommen bronzene Spiralröllchen, Glas- und Bernsteinperlchen und vereinzelt größere Pektorale (teils mit Bernsteinbesatz) vor. Auch Stirnbänder oder Kopfbedeckungen wurden üblich.
Waffenfunde sind eher selten, unter ihnen erscheinen aber Absatzbeile als die dominierende Form.
Anhand der Grabfunde lassen sich Handelsbeziehungen ins linksrheinische Gebiet, insbesondere ins Neuwieder Becken, in das mittlere Oberrheintal, nach Mainfranken, Ost- und Nordhessen belegen.

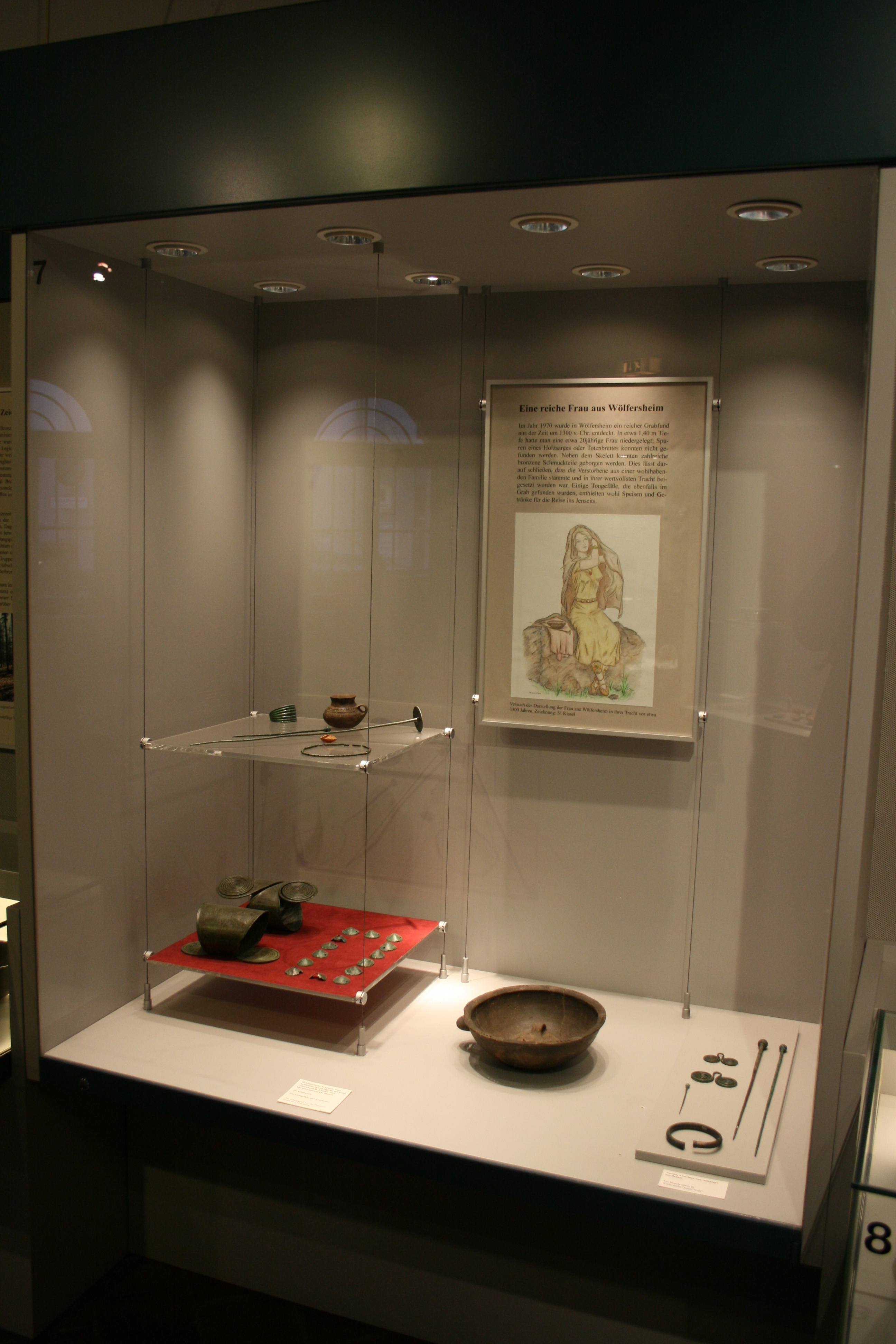
Grabbeigaben aus Wölfersheim

Die nachfolgende Stufe Wölfersheim übernahm viele der späten Schmuckformen der Rhein-Main-Gruppe, weshalb man sie auch als deren Spätform ansprechen kann. Allerdings verschwanden die zuvor verbreiteten Radnadeln und Armspiralen nahezu vollständig und zahlreiche vollkommen neue Schmuckformen kamen auf, weshalb ein deutlicher kultureller Bruch plausibel erscheint.

## Wichtige Fundorte
- Darmstadt-Bessunger Wald
- Darmstadt-Bayerseich
- Darmstadt-Wixhausen
- Mühlheim-Dietesheim, Teufelskaute
- Giessen, Trieb
- Erlenbach, Eschau, Im Wirbel
- Wiesbaden, Südfriedhof
- Pflaumheim
- Frankfurt-Schwanheim
- Bruchköbel